# Trăn anaconda vàng
Trăn anaconda vàng còn gọi là Trăn anaconda Paraguay hoặc Trăn anaconda Beni có danh pháp khoa học Eunectes notaeus là một loài rắn trong họ Boidae. Loài này được Cope mô tả khoa học đầu tiên năm 1862.
Đây là loài đặc hữu ở Nam Mỹ. Nó là một trong những loài rắn lớn trên thế giới nhưng nhỏ hơn so với họ hàng gần gũi của nó, trăn anaconda xanh. Giống như tất cả trăn khác, loài này không độc và giết chết con mồi của nó bằng cách siết chặt. Không có phân loài nào được công nhận.
Các cá thể dài từ 4,5m đến 6,5 m (10,8 đến 14,4 ft) trong tổng chiều dài. Con cái thường lớn hơn con đực. Chúng có cân nặng từ 65–135 kg (143 đến 297 lb).

## Hình ảnh

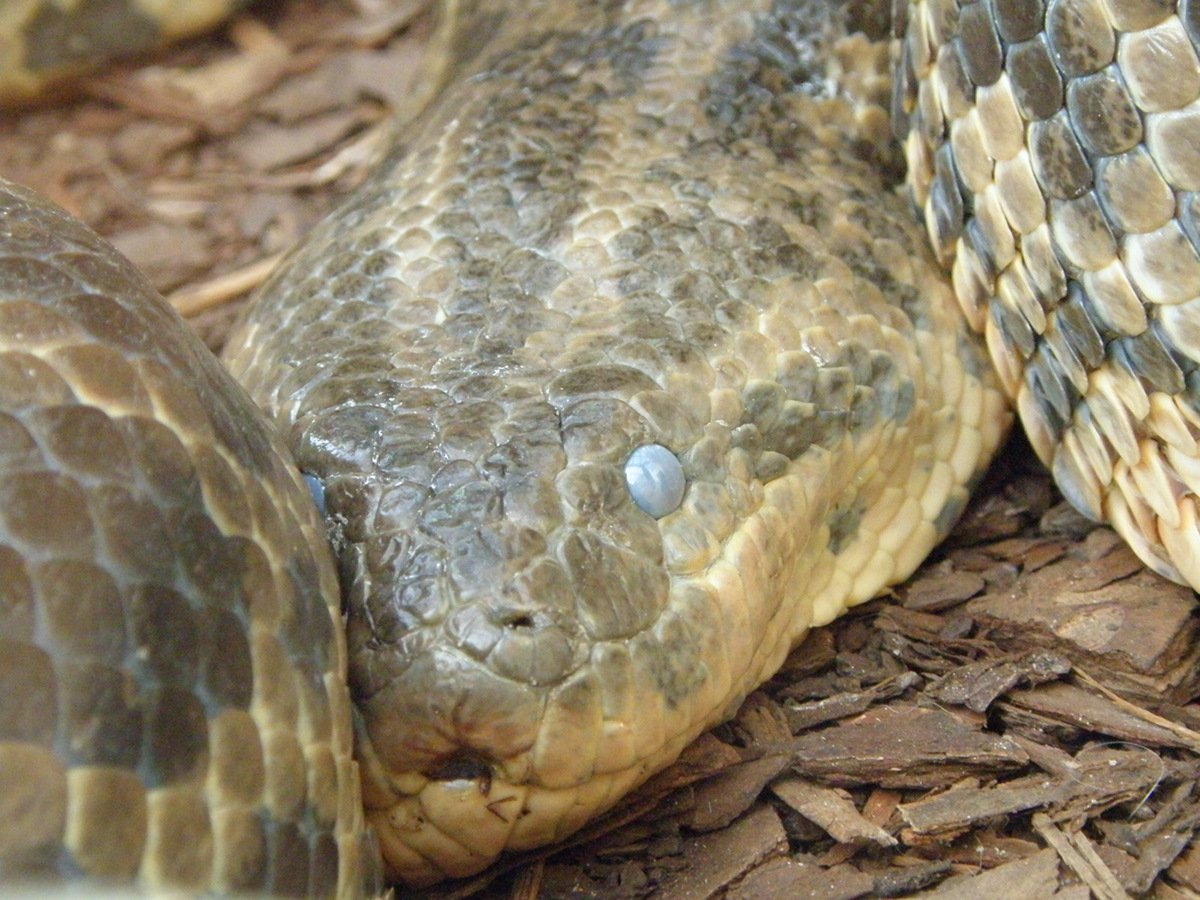
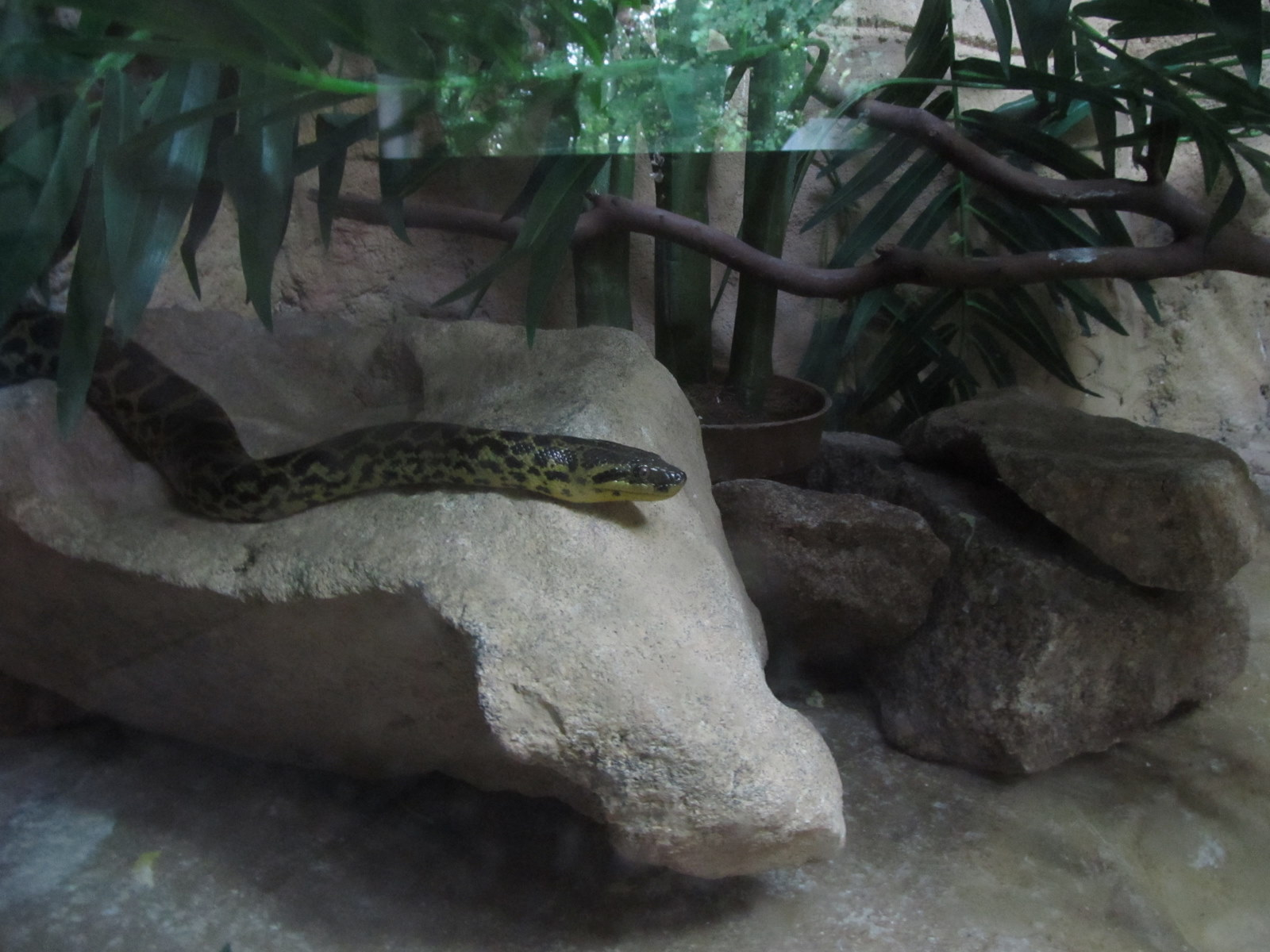
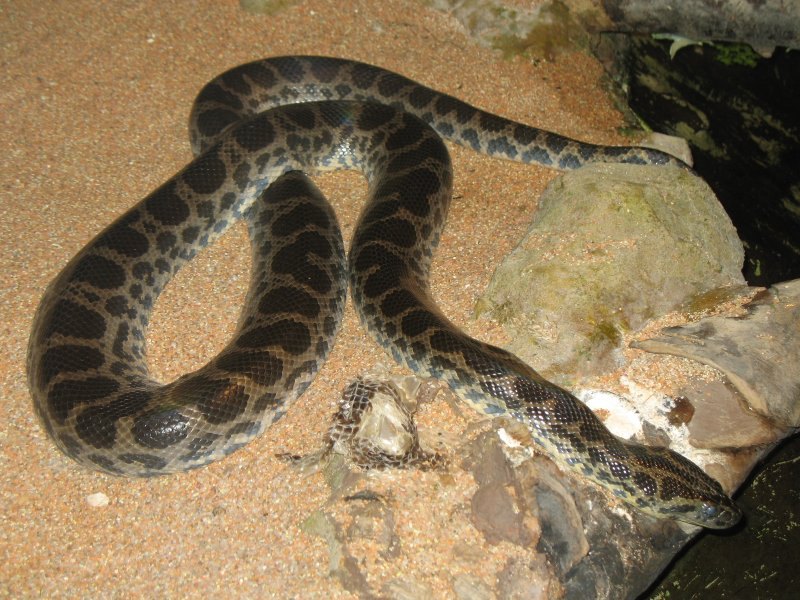
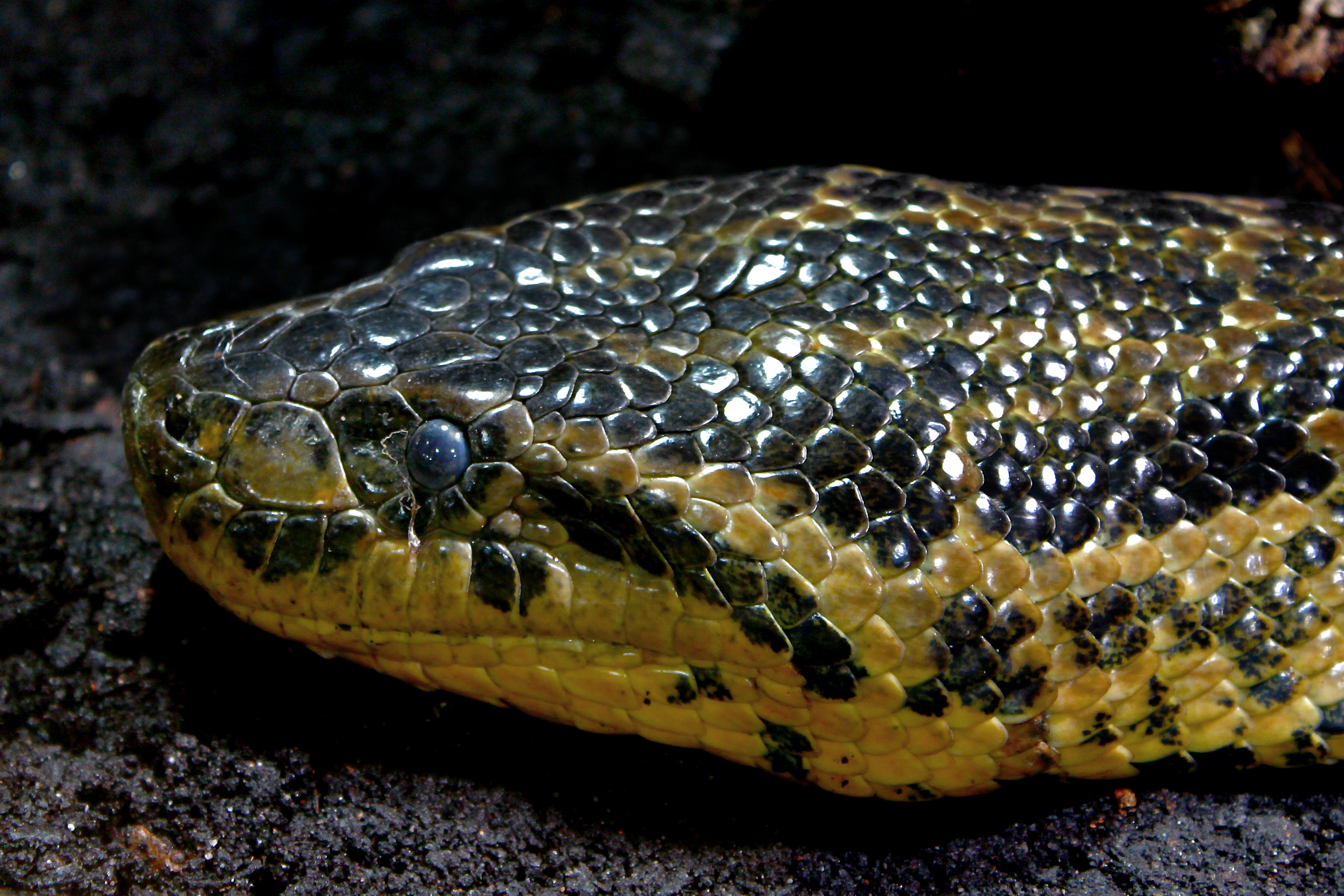